# Clossiana microtitania
Clossiana microtitania är en fjärilsart som beskrevs av Ruggero Verity 1933. Clossiana microtitania ingår i släktet Clossiana och familjen praktfjärilar. Inga underarter finns listade i Catalogue of Life.